# Старая телефонная башня Стокгольма
Старая телефонная башня Стокгольма (швед. Telefontornet) — металлическое сооружение, построенное для соединения примерно 5500 телефонных линий в столице Швеции, Стокгольме. Построенная в 1887 году, башня эксплуатировалась до 1913 года. В 1952 году она пострадала от пожара и в следующем году была снесена.

## История
В 1887 году компания Stockholms Allmänna Telefon AB заказала строительство башни, позволяющей соединить около 5 500 телефонных линий. Четырехугольное металлическое сооружение имело высоту 80 метров и вскоре потеряло благосклонность местного населения. Компания обратилась к архитектору Фрицу Эккерту с просьбой выполнить работы по декорированию, и были построены маленькие четыре башни на крыше.
Башня быстро устарела, поскольку телефонные компании начали использовать подземные кабели в городских районах. В 1913 году подземные кабели для телефонов были полностью завершены, и башня больше не использовалась по своему первоначальному назначению. После 1939 г. она размещала рекламу Nordiska Kompaniet. 23 июля 1952 года пожар ослабил конструкцию, в результате чего в 1953 году ее снесли из соображений безопасности.

## Галерея

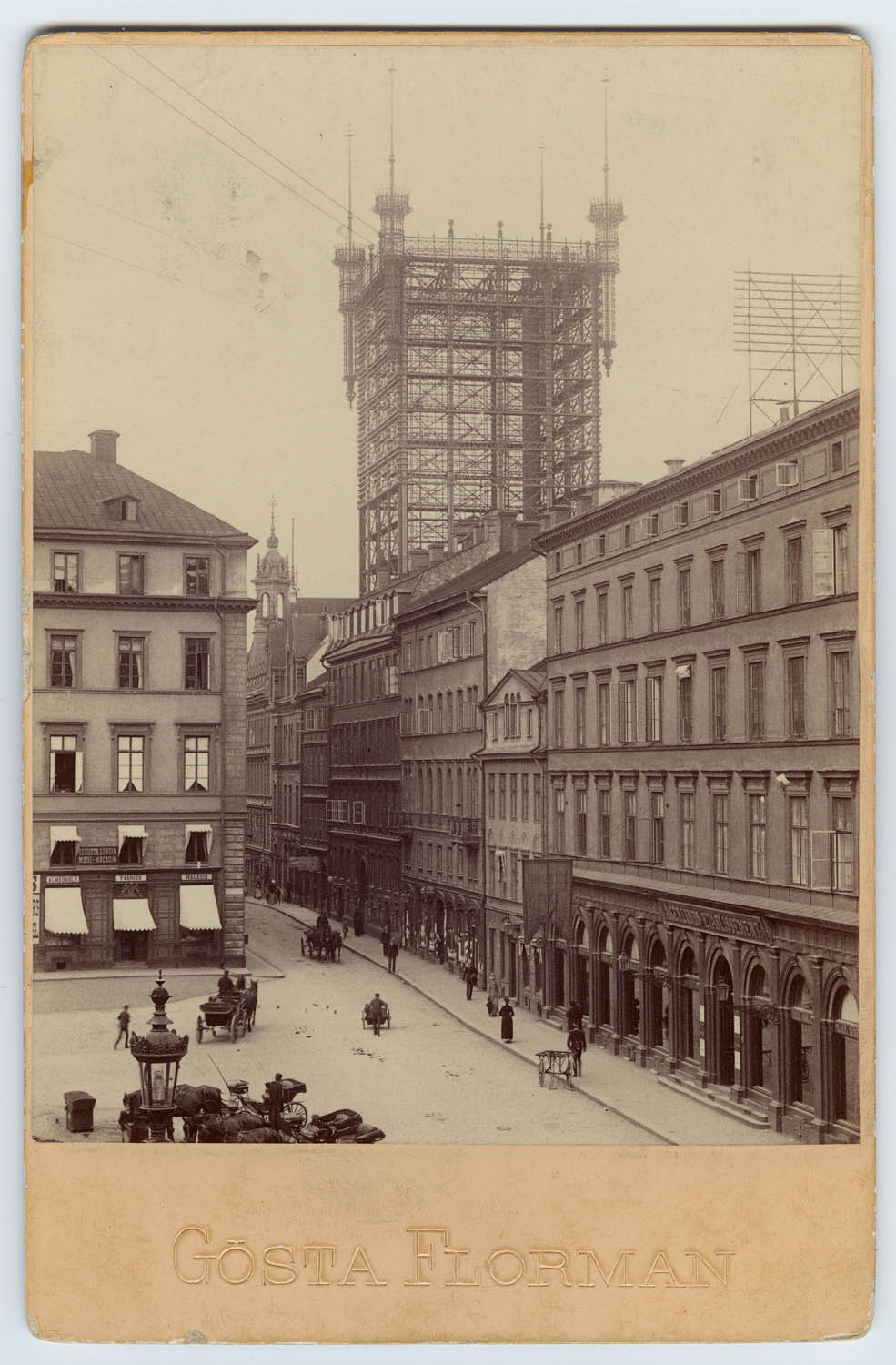
Башня в 1891 году
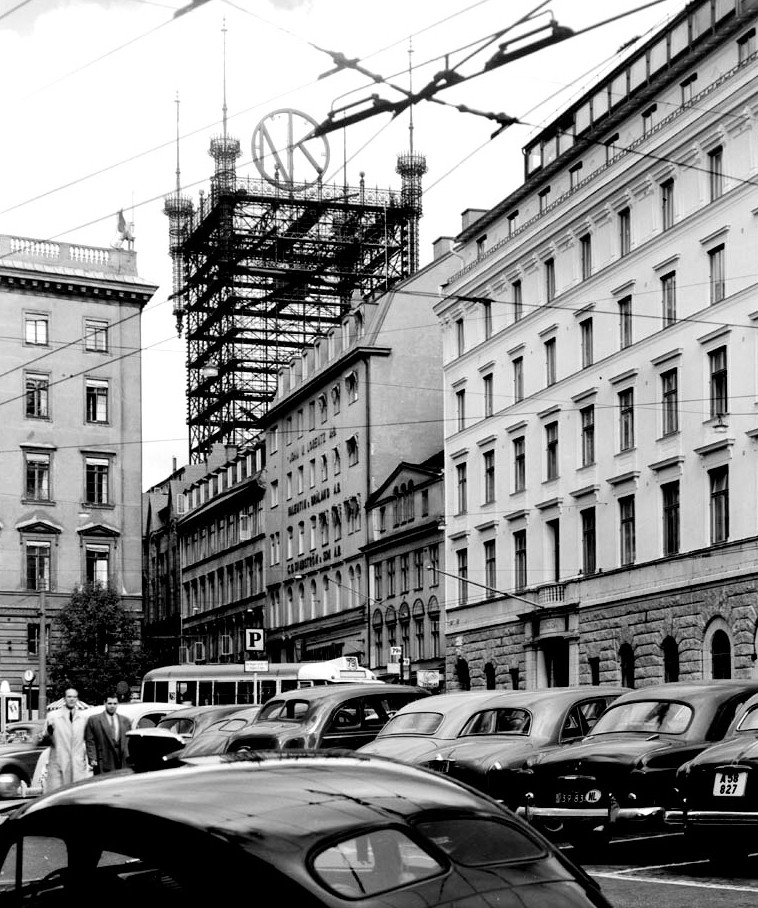
Башня в 1952 году